# Асеев, Иван Егорович
Ива́н Его́рович Асе́ев (19.02.1913 — 26.09.1974) — гидростроитель, Герой Социалистического Труда.

## Биография
Родился 19 февраля 1913 года на территории современной Херсонской области Украины, в селе близ Азовского моря. Работал строителем. Принимал участие в строительстве Днепрогэс и комбината Азовсталь.

### Трудовой подвиг
В 1950 году был назначен бригадиром бригады монтажников Ангаргэсстроя. В качестве бригалдира участвовал в строительстве Иркутской ГЭС. За ударный труд Асееву в 1958 году было присвоено звания Героя Социалистического Труда. Он стал первым Героем-гидростроителем в области. После получения награды был направлен в Якутскую АССР на строительство Вилюйской ГЭС.
Умер 26 сентября 1974 года. Похоронен на центральном городском кладбище города Никополя (Украина).

## Награды
- Медаль «Серп и Молот»
- «Лучший рационализатор области»[2]